# Карађорђев законик
Карађорђев законик, као један од два призната општа закона устаничке Србије, био је прекретница при успостављању правног система у новонасталој држави. Својим аустријски оријентисаним одредбама је тежио ка искорењавању утицаја које је на друштво оставило Османско царство. У самој материји Карађорђевог законика преплићу се гране обичајног и кривичног права те наилазимо и на одредбе које је аутор стварао под утицајем православне цркве.

## Право у Првом српском устанку
Са ширењем територија устаничке Србије и јачањем личности самих вођа Првог српског устанка, појавила се потреба за стварањем нововековног права које би регулисало друштвене односе на ослобођеним просторима. Тежећи државној аутономији и ослобађању од османског утицаја, државни органи доносили су бројне појединачне акте али и акте општијег типа, које би савремени правници назвали уредбама. Но, ипак, помињу се само два општа акта која су названа закоником или законом - Закон проте Матеје и Карађорђев законик.

### Уставни акт од 1811.
Сматра се да је формалним уставним актом од 1811. државним органима устаничке Србије дата довољна моћ да у наредним годинама успоставе нов правни систем и донесу законик подобан просторима ослобођене државе. Наиме, уставним актом од 1811. успостављено је општенародно урежденије у устаничкој Србији. Сличан претходном акту од 1808, и уставни акт од 1811. је одређена врста уговора између врховног вожда тј. кнеза и Совјета, заједничку тачку оба уставна акта представља централна власт која је у рукама вожда. Према овим уредбама, вожд је у вршењу власти независан и не прима упутства и налоге ниоткуда споља. Совјет је у овом правном систему само одбор који врши вождове одредбе.

## Прописи Војне крајине
По анализи Зорана Мирковића, од тридесет сачуваних чланова Карађорђевог законика, више од половине заправо потиче из прописа аустријске Војне крајине. Аутор Карађорђевог законика је имао више разлога због којих је као узор користио поменуте прописе. Први разлог се налазио у чињеници да је Србија и сама била одређена врста војне крајине представљајући поприште вишегодишњих борби против Османлија. Други разлог су представљали сами устаници, чак и Карађорђе, који су служили у аустријском фрајкору за време Кочине крајине. Трећи, али не и мање важан, разлог је да је писац Карађорђевог законика, готово извесно, био Србин из Хабзбуршке монархије који је добро проучио тамошње прописе.
Утицај аустријске Војне крајине био је у прописима о дезертирању после изгубљене битке, о забрани пуцања без одобрења, о буни, о задржавању муниције и друге војне опреме, о убиству, о рањавању и другим телесним повредама, о спавању на стражи, о заштити части и достојанства угледника, о шпијунажи и издаји, о харању "брата свога", о забрани кулука у приватне сврхе, у погледу казни за разбојнике и хајдуке.

## Настанак Карађорђевог законика
Карађорђев законик спада у други закон устаничке Србије али је по свом обиму и садржају значајнији од закона проте Матеје Ненадовића. Ипак, време настанка и аутор Карађорђевог законика нису познати. Постоје претпоставке које говоре о настанку Карађорђевог законика те се сматра да је настао после доношења уставног акта из јануара 1811. године. Наиме, овим уставним актом је крунисана борба устаничког врха и старешинске опозиције. Добивши централну власт, устаници су тек након овог акта могли створити одредбе које би чиниле темељ новонасталог правног система.
Творац овог правног акта, по мишљењу Зорана Мирковића, може бити секретар али и каснији попечитељ Правитељствујушчег совјета - Иван Југовић. Наиме, након завршеног Правног факултета у Пешти где је изучавао аустријско право Јован Савић, касније представљан под именом Иван Југовић, био је упућен у законе и правила Аустријског царства и Војне крајине чији утицај препознајемо у Карађорђевом законику. Након смрти Доситеја Обрадовића 1811. године, Иван Југовић је именован за попечитеља просвештенија (министра просвете у устаничкој српској влади) те је имао увид у правно организовање устаничке Србије и доношење њеног законика.

## Одредбе Карађорђевог законика
Текст Карађорђевог законика садржао је укупно четрдесет и један члан, од чега су до данас сачувани чланови 9, 10 и од 14. до 41. Нису сачувани чланови од 1. до 8. и од 11. до 13. Обративши пажњу на сачуване чланове, можемо закључити да нам устаничка Србија пружа јединствен пример корелације обичајног, државно-црквеног и кривичног права из различитих времена.

### Обичајно право у Карађорђевом законику
Карађорђев законик обухватио је својом материјом обичајноправне установе, попут колективне одговорности, те је увео мере против разбојника и лопова, где се крађа кажњава у зависности од врсте стоке која је украдена, наилазимо и на имовинске казне за одређена кривична дела, попут нехатног убиства и покушаја убиства који су се третирали једнако са казном робије од пола године и накнадом штете.

### Одредбе верског карактера у Карађорђевом законику
Аутор Карађорђевог законика, под утицајем црквеног законодавства, прописује и одредбе верског карактера. Кривична дела која повређују брак и морал су са собом повлачила строге санкције. Члан 30. Карађорђевог законика нам говори о незаконитој мајци која има обавезу да храни дете, ипак, ако ју је стид, она има могућност да дете подметне другоме али га не сме убити - убиство детета кажњавало се смртном казном. Карађорђев законик прописује тешке санкције за свештеника који венча отету девојку али такође и за самог отмичара. Посебну црквену надлежност Карађорђев законик прописује при разводу брака забрањујући развод без узрока и велика суда и владике. Одредба која нам даје ближи увид у моћ цркве при изради Карађорђевог законика али и веровања која су живела међу народом је означена бројем 31 Поменута одредба о истрази вештица приказује нам веровање у магију које се одржало међу народом али и утицај цркве која пориче сваки вид магијских веровања.

### Кривично право у Карађорђевом законику
Нова власт устаничке Србије штитила је своје државно уређење и успостављен правни систем од оспоравања или непризнавања било какве врсте те у одређеном делу Карађорђевог законика можемо пронаћи санкције за увреду власти и Совјета, те санкције су једнаке оним које би добили издајници и шпијуни. При одбрани новог поретка се истиче и члан 23. којим се кажњава свака увреда упућена свештенику, старешини или трговцу, овим чланом видимо да Карађорђев законик није штитио само носиоце државне власти већ и припаднике успостављене владајуће класе.
При санкцији кривичних дела против државе, Карађорђев законик је посебно приступио хајдучији. Наиме, у периоду настанка Карађорђевог законика, у хајдуке су се одметали људи незадовољни новонасталим поретком, често су се међу њима могли пронаћи и Карађорђеви неистомишљеници и конкуренти који су представљали опасност за младу државу. Чланови који прописују санкције за кривично дело хајдучије и помагања хајдуку, говоре нам о предаји живог "разбојника" суду где ће му бити пребијене руке и ноге након чега ће бити разапет на коло, точак.
У Карађорђевом законику, поред кривичних дела против државе, постоји и низ одредби од лакших до тежих војно-кривичних дела. Шпијунажа у корист противника као и бекство из борбе, кажњавало се смртном казном стављања на точак уз претходно телесно сакаћење, пребијање руку и ногу док се пљачка од стране војника кажњавала батинама.
Кривичним делима против државе учињеним од стране неистомишљеника власти можемо додати и кривична дела учињена у склопу државног апарата. Карађорђев законик при уређивању нове ослобођене државе поклања велику пажњу потчињавању самих старешина закону те можемо пронаћи више чланова поменутог законика написаних у ту сврху. За кривично дело протекције и мита али и злоупотребе старешинства присвајањем војничког плена следиле су оштре казне у циљу ограничавања самовоље старешина.

## Примена Карађорђевог законика
У писаним историјским изворима не постоје директни подаци о примени одредаба Карађорђевог законика, уместо њих постоје бројни примери који сведоче о увођењу одређених установа прописаних Карађорђевим закоником у устаничко уређење. Примери поменутих установа су извршаване смртне казне са суровим извршењем као и телесне казне попут шибе. Ипак, потребно је напоменути да су поред казни прописаних Карађорђевим закоником ипак преовлађивале казне из османског периода.

## Касније публикације Карађорђевог законика
Закон је први пут објављен у једном прилогу у Српским новинама аутора Милоша Поповића од 1.7.1844. године. Касније је објављен под називом Правила војена и народна 1852 године. Почетком двадесетог века, законик је два пута прештампаван, 1905. и 1907. године. Последњи пут је објављен од стране А. Соловјева у Архиву за правне и друштвене науке од 25.12.1932. године према једном рукопису нађеном у Народној библиотеци у Београду.